# 大直
大直，為台灣臺北市中山區地名，位於基隆河北岸，雞南山以南，中山北路四段以東，劍南路、堤頂大道二段以西。過去設有大直庄、大直大字，現劃有大直次分區，包含劍潭、大直、永安、北安、成功、金泰6里，戶籍登記居民逾四萬人。

## 開發沿革

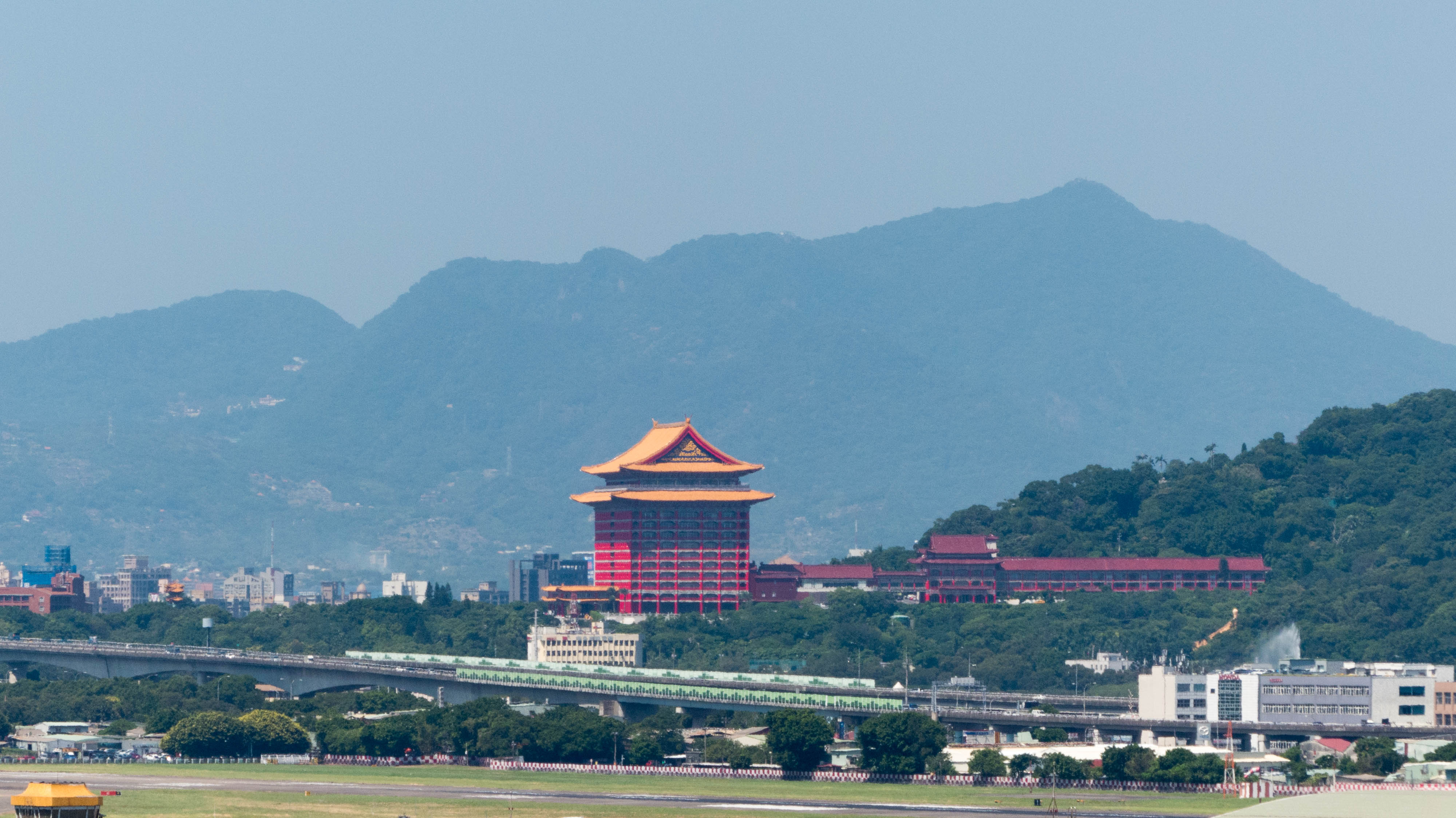
位於劍潭山的圓山大飯店為大直地區早期重要地標

該地本為凱達格蘭族毛少翁社、大浪泵社傳統領域，後移民至此的漢人將其地定為大直庄，當時不含西側劍潭山、忠烈祠一帶（屬員山子庄）及明水路東端、基隆河舊河道以南美麗華摩天輪、重劃區一帶（屬下塔悠庄），但其名沿用至今。
地名可考由來：
荷蘭人殖民台灣時期，此地被稱為「Langeracq」，即「又直又大的河段」之意。原因是基隆河於大直上游地區大多蜿蜒曲折，然河流行經此地時河道變寬且筆直，因此命名此地為大直，即「基隆河又大又直」之意。

至日治時期，大直所在的大直庄（已併入清代員山子庄）與臺北市區尚未相連，所屬行政區亦有所不同。日治十二廳時期，大直庄原屬台北廳士林支廳士林區芝蘭一堡，不同於臺北廳直轄的市區。直到1920年10月實施市制後，大直庄方併入臺北市成為轄下不設町的郊區「大字」。1922年大直西端的劍潭地區因轄有臺灣神社劃出為大宮町，其餘部分仍屬大直大字。戰後本區劃歸臺北市中山區成功里、永安里，大宮町劃為劍潭，但發展與市區仍有極大落差。
由於大直境內劍潭山設有臺灣神社（昔大宮町，今圓山大飯店址）與臺灣護國神社（今忠烈祠址）；戰後該區又多為軍事用地，大直地區長期受到限建管制，造就該地區成為臺北市難得一見的低密度住宅區。直到1990年代，基隆河第二次截彎取直後所產生的新生地及舊河道以南原屬松山區的部分「下塔悠」地區被納入廣義大直的範圍，稱為「大直重劃區」（大彎北段地區），規劃基河國宅（大直美堤花園）等新住宅區，才提升大直對於臺北都市發展的重要性。
2004年美麗華百樂園開幕之後，大直、下塔悠地區成為臺北的新興住宅區。2009年臺北捷運內湖線通車後，將內湖科技園區和大直連結在一起，形成一個生活圈。2016年萬豪酒店、美福飯店相繼進駐，2018年百貨商場ATT 4 Recharge開幕，形成一個又一個新地標。

## 區內設施

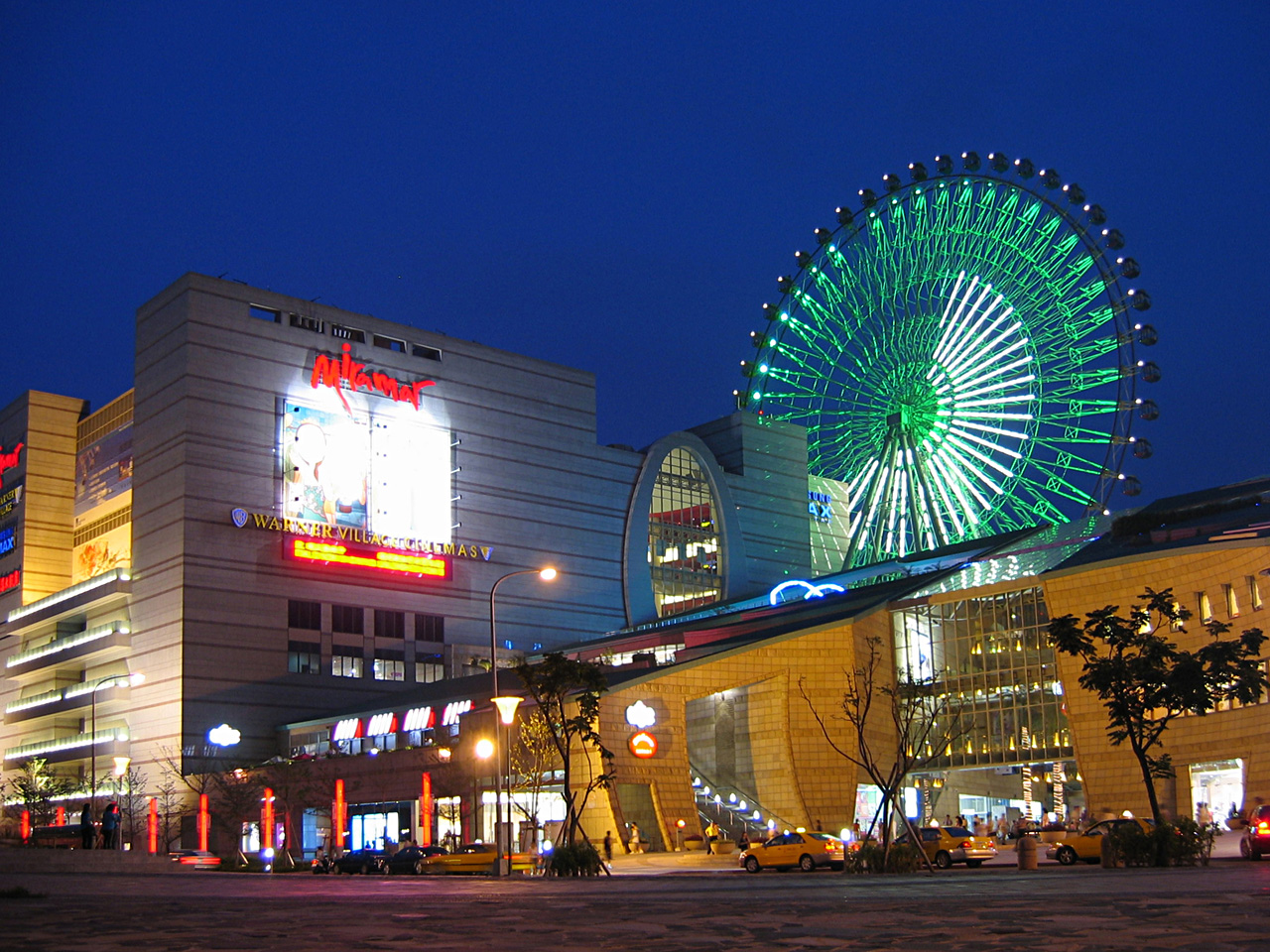
美麗華摩天輪：位於重劃區（下塔悠）的新地標

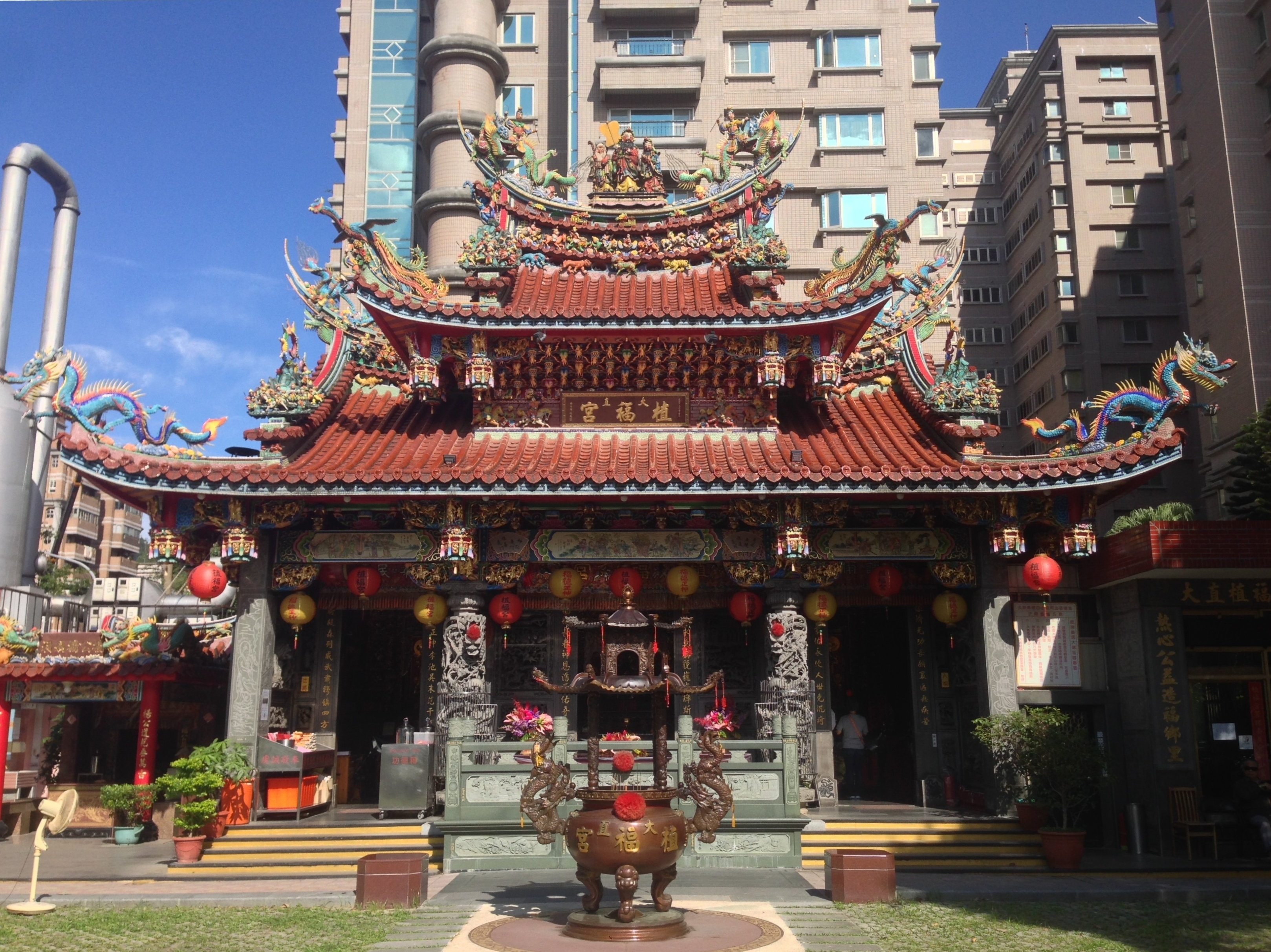
大直植福宮：鄰近重劃區的住宅大樓群，為當地居民之信仰中心

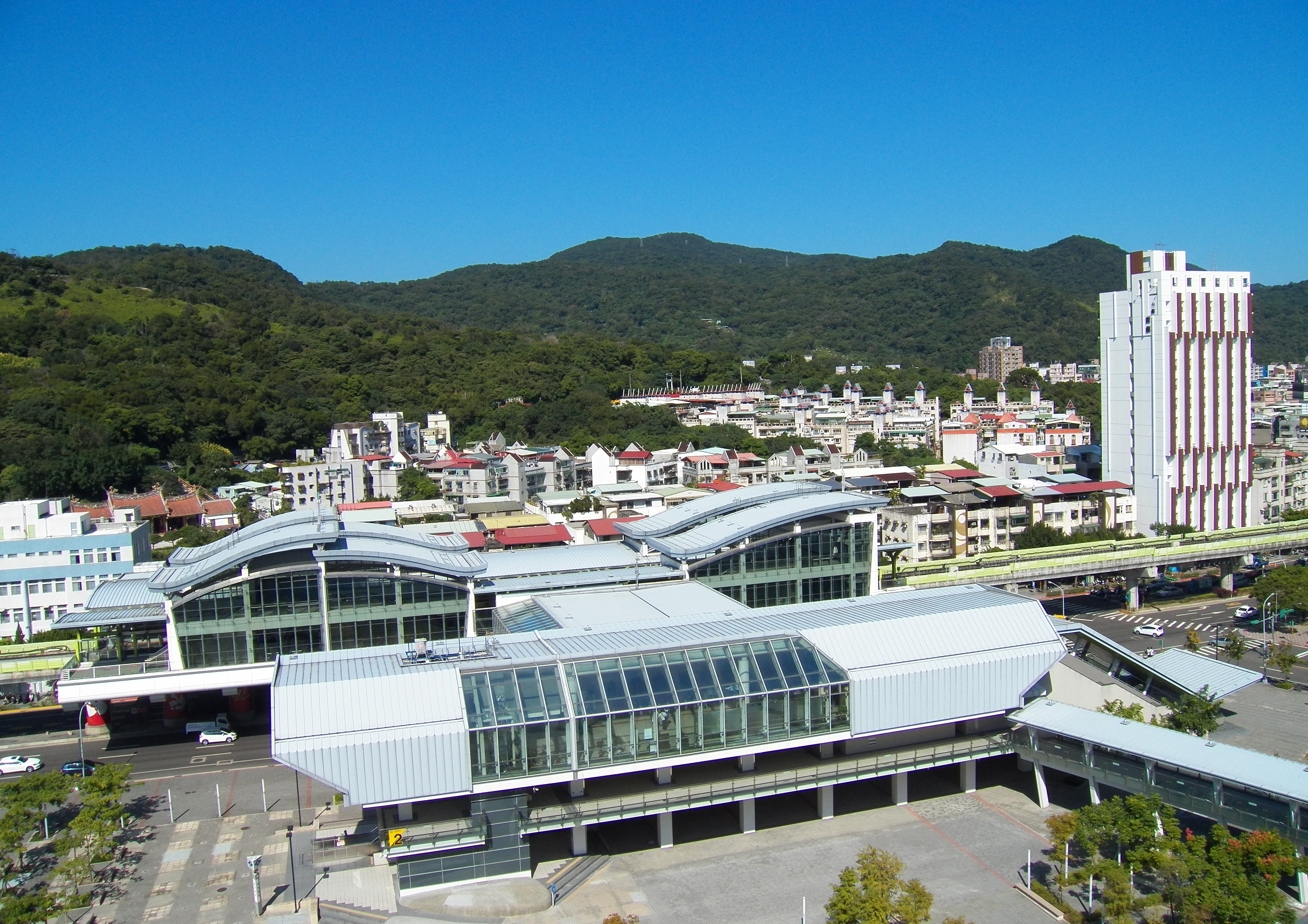
由典華飯店屋頂俯瞰捷運劍南路站及周邊地區

### 公家機關
國防部在大直规划「博愛專案」，總面積19.5公頃，自2010年起将多个軍事设施从博愛特區搬迁至此，以及本來就在大直的海軍司令部，加上衡山指揮所，形成「大直國防專區」：
- 國防部國民革命忠烈祠（臺北忠烈祠）
- 國防部國家軍事博物館（興建中）
- 中華民國國防部總部大樓
- 國防部空軍司令部
- 國防部海軍司令部
- 中央廣播電台本部（位於圓山大飯店及忠烈祠之間，鄰近劍潭）
- 七海寓所（前中華民國總統蔣經國故居）
- 海峽交流基金會總部大樓

### 學校
- 實踐大學臺北校區
- 臺北市立大直高級中學
- 臺北市立北安國民中學
- 臺北市立實驗濱江國民中學
- 臺北市立大直國民小學
- 臺北市立永安國民小學
- 臺北市立濱江國民小學

### 宗教場所
- 劍潭古寺
- 大直植福宮
- 下塔悠福德爺宮
- 大直北順宮
- 夏凱納靈糧堂

### 商業設施
- 美麗華百樂園
- NOKE忠泰樂生活
- 美麗新廣場
- 春大直
- MClub 海事遊艇俱樂部

### 飯店
- 圓山大飯店
- 臺北萬豪酒店
- 臺北大直香樹花園酒店
- 臺北維多麗亞酒店
- 臺北美福大飯店
- 臺北大直英迪格酒店

### 公園綠地
- 劍南蝶園

## 對外交通
- 台北捷運內湖線：大直站─劍南路站
- 堤頂大道（通往內湖、南港）
- 自強隧道（通往士林、外雙溪）
- 大直橋─復興北路車行地下道（通往台北東區）
- 新生高架道路（通往臺北東門）

## 重大工安意外
2023年9月7日，基泰建設位於台北市大直街建案工地因地下室施工，工地開挖意外導致連續壁破裂，導致鄰房傾斜下陷、路面坍塌。台北市政府在第一時間調度水車與灌漿車進行作業，以維持平衡避免建物持續傾斜。